# Lappanella guineensis
 Lappanella guineensis és una espècie de peix de la família dels làbrids i de l'ordre dels perciformes.

## Morfologia
Els mascles poden assolir els 11,8 cm de longitud total.

## Distribució geogràfica
Es troba a Sierra Leone.